# Rosa Estaràs Ferragut
Rosa Estaràs Ferragut (ur. 21 października 1965 w Valdemossie) – hiszpańska polityk działająca na Balearach, wicepremier i minister w rządzie regionalnym w Palma de Mallorca (1993–1995, 2003–2007), posłanka do Parlamentu Europejskiego VII, VIII, IX i X kadencji.

## Życiorys
Uzyskała licencjat z dziedziny prawa na Uniwersytecie Balearów. W latach 1991–1999 pracowała w Urzędzie Miejskim Valdemossy jako radca ds. komunalnych i kultury. Od 1993 do 1995 pełniła obowiązki wicepremiera i rzeczniczki rządu Balearów. W 1995 została wybrana posłanką do parlamentu Wysp Balearskich oraz radną rady wyspiarskiej Majorki. Pięć lat później uzyskała mandat posłanki z ramienia Partii Ludowej do Kongresu Deputowanych, w którym zasiadała przez trzy lata. W regionalnym rządzie Jaume Matasa sprawowała tekę wicepremiera i ministra ds. współpracy instytucjonalnej (2003–2007).
W wyborach z maja 2007 była kandydatką PP na przewodniczącą Rady Wyspiarskiej Majorki, jednak PP nie uzyskała większości absolutnej w izbie i doszło do powstania koalicji PSOE z Unią Majorkańską. W tym samym roku objęła przewodnictwo nad lokalną Partią Ludową oraz opozycją w parlamencie regionalnym.
W wyborach w 2009 kandydowała z 10. miejsca krajowej listy PP, uzyskując mandat posłanki do Parlamentu Europejskiego. Została członkinią grupy chadeckiej oraz Komisji Rozwoju Regionalnego. W 2014, 2019 i 2024 była wybierana na kolejne kadencje Europarlamentu.